# Hedyotis equisetiformis
Hedyotis equisetiformis är en måreväxtart som beskrevs av Herbert Fuller Wernham. Hedyotis equisetiformis ingår i släktet Hedyotis och familjen måreväxter. Inga underarter finns listade i Catalogue of Life.